# دينيس ميرفي
دينيس ميرفي (بالإنجليزية: Denis Murphy)‏ هو سياسي أسترالي، ولد في 6 أغسطس 1936 في أستراليا، وتوفي في 21 يونيو 1984 في بريزبان في أستراليا. حزبياً، نشط في حزب العمال الأسترالي. وقد انتخب عضو المجلس التشريعي ولاية كوينزلاند.